# Nijū kun

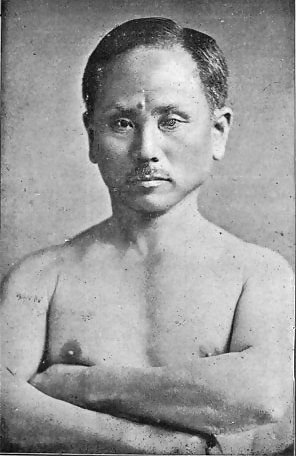
Fotografía del maestro japonés de Karate, Gichin Funakoshi

Niju kun es un término de las artes marciales de Okinawa que se traduce literalmente como veinte reglas. Fue creado por Gichin Funakoshi a finales del siglo XIX, el kun hace referencia a veinte principios (o preceptos) por los cuales los estudiantes de karate Shotokan son incitados a vivir, practicar y enseñar a los demás.

## Historia
Funakoshi entrenó los estilos de Ryukyu kempo, de: shorei-ryu (Naha -Te) y shorin-ryu (Shuri-Te, y Tomari Te)desde una temprana edad. Finalmente desarrollando su propio versión de un arte marcial, el Karate Do, el cual él creía que aprovechaba los beneficios de esas dos escuelas y empezó a enseñar su arte, principios y filosofías Zen y confucionista a estudiantes selectos en Okinawa. Tras haber obetnido la atención de una mayor audiencia, Funakoshi partió hacia Japón a diseminar su arte y creó el niju kun basándose en sus fervientes creencias traídas del confucionismo y en la filosofía del budismo zen para ayudar a los karatekas en su entrenamiento. Posteriormente se óriginaron los 10 preceptos del camino o Dojo Kun, los cuales son más conocidos, recitados en la mayoría de Dojos o salas de entrenamiento a menudo, estos se apoyan más en el confucionismo. ya que el confucianismo da gran importancia a los ritos. Al ser estos una forma de conservar el pasado mítico que fue legado, el confucianismo apoya que se los siga practicando y les da nuevos valores. Eran vistos por los confucianos como un símbolo de jerarquía y poder. Además, son un método de autodisciplina y dominio de uno mismo, al hacer que el individuo deba realizar algo de una manera precisa. Los ritos buscan garantizar que la sociedad, el Estado, la familia, la escuela y el Dojo (sala de entrenamiento) funcionen correctamente, ya que las acciones, emociones y pensamientos, deben tener orden y jerarquía justa.

## Preceptos publicados
Se cree que el Niju kun fue documentado alrededor de 1890, y fue publicado por primera vez en 1938 en el libro The Twenty Guiding Principles of Karate de la siguiente forma:
1. El Karate-dō comienza y termina con el rei(reverencia) 
空手道は礼に始まり礼に終る事を忘るな
Karate-dō wa rei ni hajimari rei ni owaru koto o wasuru na
2. No hay primer ataque en karate
空手に先手なし
Karate ni sente nashi
3. El karateka debe seguir el camino de la justicia
空手は義の補け
Karate wa, gi no tasuke
4. Primero conócete a ti mismo, después conoce a los demás
先づ自己を知れ而して他を知れ
Mazu onore o shire, shikashite ta o shire
5. Antepón el espíritu a la técnica
技術より心術
Gijitsu yori shinjitsu
6. Prepárate para liberar y cultivar la mente
心は放たん事を要す
Kokoro wa hanatan koto o yosu
7. Los accidentes provienen de la falta de atención
禍は懈怠に生ず
Wazawai wa ketai ni seizu
8. No piense que el karate es sólo en el dojo
道場のみの空手と思ふな
Dōjō nomino karate to omou na
9. La práctica de Karate es para toda la vida
空手の修業は一生である
Karate-do no shugyō wa issho de aru
10. Transforme todo en karate, que es donde la belleza exquisita está
凡ゆるものを空手化せよ其処に妙味あり
Ara yuru mono o karateka seyo; sokoni myōmi ari
11. El karate, como agua caliente, volverá al agua fresca original si usted no lo entrena constantemente
空手は湯の如し絶えず熱度を与えざれば元の水に還る
Karate wa yu no gotoshi taezu netsu o atae zareba moto no mizu ni kaeru
12. No tenga pensamientos de ganar. Los pensamientos de no perder son necesarios
勝つ考は持つな負けぬ考は必要
Katsu kangae wa motsuna; makenu kangae wa hitsuyō
13. Cambie en consonancia con su oponente
敵に因って轉化せよ
Tekki ni yotte tenka seyo
14. El secreto del combate reside en el arte de dirigirlo
戦は虚実の操縦如何に在り
Tatakai wa kyōjitsu no soju ika ni ari
15. Piensa que los brazos y las piernas son como espadas
人の手足を剣と思へ
Hito no te-ashi o ken to omoe
16. Cuando franqueas el umbral de tu casa, un millón de enemigos te esperan. (Es tu comportamiento lo que invita a tener problemas con ellos)
男子門を出づれば百万の敵あり
Danshi mon o izureba hyakuman no teki ari
17. El principiante necesita de kamae (posición defensiva formal), después debe buscar shizentai (posición defensiva natural)
構は初心者に後は自然体
Kamae wa shoshinsha ni atowa shizentai
18. Busca la forma (kata) correcta, pero el combate real es otra cosa
形は正しく実戦は別物
Kata wa tadashiku, jisen wa betsumono
19. No olvides la intensidad alta y baja de la energía; extensión y retracción del cuerpo; el ritmo alto y bajo de la técnica
力の強弱体の伸縮技の緩急を忘るな
Chikara no kyōjaku tai no shinshuku waza no kankyū o wasuruna
20. Piense en las maneras en que puede aplicar estos preceptos todos los días
常に思念工夫せよ
Tsune ni shinen ku fu seyo